# Marek Jędraszewski
Marek Jędraszewski (ur. 24 lipca 1949 w Poznaniu) – polski duchowny rzymskokatolicki, profesor nauk teologicznych, biskup pomocniczy poznański w latach 1997–2012, arcybiskup metropolita łódzki w latach 2012–2017, zastępca przewodniczącego Konferencji Episkopatu Polski w latach 2014–2024, arcybiskup metropolita krakowski od 2017.

## Życiorys

### Młodość i wykształcenie
Urodził się 24 lipca 1949 w Poznaniu, od strony matki ma powiązania rodzinne z Bambrami. W 1967 zdał egzamin dojrzałości w I Liceum Ogólnokształcącym im. Karola Marcinkowskiego w Poznaniu. W latach 90. XX wieku pisał dla Gazety Wyborczej komentarze o tematyce sportowej. Był wytrwałym kibicem Lecha Poznań.
W latach 1967–1973 studiował w Poznaniu w Arcybiskupim Seminarium Duchownym i na Papieskim Wydziale Teologicznym. Święceń prezbiteratu udzielił mu 24 maja 1973 arcybiskup metropolita poznański Antoni Baraniak. W 1974 uzyskał licencjat z teologii na Papieskim Wydziale Teologicznym w Poznaniu na podstawie pracy Problematyka osoby w filozofii Gabriela Marcela. Od 1975 studiował na Wydziale Filozofii Papieskiego Uniwersytetu Gregoriańskiego w Rzymie, gdzie w 1977 uzyskał licencjat z filozofii, a w 1979 doktorat. Jego praca licencjacka La filosofia del simbolo religioso di Paul Ricoeur została wyróżniona złotym medalem Uniwersytetu Gregoriańskiego, zaś praca doktorska Le relazioni intersoggettive nella filosofia di Levinas złotym medalem Ojca Świętego Jana Pawła II.

### Prezbiter
W latach 1973–1975 pracował jako wikariusz w parafii św. Marcina w Odolanowie koło Ostrowa Wielkopolskiego.
W 1996 objął stanowiska wikariusza biskupiego ds. nauki i kultury w archidiecezji poznańskiej oraz przewodniczącego Wydziału Duszpasterstwa Akademickiego w Kurii Arcybiskupiej w Poznaniu. W tym samym roku został konsultorem Komisji Nauki Wiary Episkopatu Polski. W 1983 przygotowywał poznański etap pielgrzymki do Polski Jana Pawła II. W latach 1987–1996 był członkiem redakcji „Przewodnika Katolickiego”, a od 1990 jego redaktorem naczelnym.

### Działalność naukowo-dydaktyczna
Habilitację uzyskał w 1991 na Wydziale Filozoficznym Papieskiej Akademii Teologicznej w Krakowie na podstawie dysertacji Jean-Paul Sartre i Emmanuel Levinas – w poszukiwaniu nowego humanizmu. Studium analityczno-porównawcze. W 2002 otrzymał tytuł naukowy profesora nauk teologicznych.
W latach 1980–1996 był adiunktem, a w latach 1996–1998 docentem na Papieskim Wydziale Teologicznym w Poznaniu. W 1998, po powstaniu Wydziału Teologicznego na Uniwersytecie im. Adama Mickiewicza w Poznaniu, został mianowany profesorem nadzwyczajnym UAM. W latach 1998–2012 pełnił funkcję kierownika Zakładu Filozofii Chrześcijańskiej na Wydziale Teologicznym Uniwersytetu im. Adama Mickiewicza w Poznaniu.
W latach 1980–1987 sprawował urząd prefekta Arcybiskupiego Seminarium Duchownego w Poznaniu. W połowie lat 80. prowadził wykłady filozoficzne dla studentów u ojców augustianów w Krakowie. W 1996 objął stanowisko profesora wizytującego Papieskiego Uniwersytetu Laterańskiego w Rzymie.
Autor szeregu książek i artykułów dotyczących głównie teologii katolickiej. W 2017 w artykule opublikowanym w „Łódzkich Studiach Teologicznych”, uzasadniając tezę o jedności narodu, państwa i Kościoła, przywołał kronikę Kpinomira, podczas gdy nie było ani takiej postaci, ani takiej kroniki. Rewelacje o Kpinomirze były żartem amerykańskiego historyka Philipa Earla Steele’a zamieszczonym w dzienniku „Rzeczpospolita”.

### Biskup
17 maja 1997 papież Jan Paweł II mianował go biskupem pomocniczym archidiecezji poznańskiej i biskupem tytularnym Forum Popilii. Święcenia biskupie otrzymał 29 czerwca 1997 w archikatedrze poznańskiej. Głównym konsekratorem był Juliusz Paetz, arcybiskup metropolita poznański, a współkonsekratorami arcybiskup Zenon Grocholewski, sekretarz Sygnatury Apostolskiej, oraz Marian Przykucki, arcybiskup metropolita szczecińsko-kamieński. Jako zawołanie biskupie przyjął słowa „Scire Christum” (Znać Chrystusa). W archidiecezji poznańskiej pełnił funkcję wikariusza generalnego.
11 lipca 2012 został mianowany przez papieża Benedykta XVI arcybiskupem metropolitą łódzkim. Ingres do katedry w Łodzi odbył 8 września 2012. 29 czerwca 2013 w bazylice św. Piotra papież Franciszek nałożył mu paliusz.
8 grudnia 2016 papież Franciszek przeniósł go na urząd arcybiskupa metropolity krakowskiego, o czym wyjątkowo został poinformowany osobiście przez papieża 28 listopada 2016 w Rzymie. 28 stycznia 2017 kanonicznie objął archidiecezję krakowską i odbył ingres do katedry wawelskiej. 29 czerwca 2017 odebrał od papieża Franciszka paliusz, który uroczyście został mu nałożony 22 października 2017 w katedrze na Wawelu przez arcybiskupa Salvatore Pennacchia, nuncjusza apostolskiego w Polsce. Jako arcybiskup metropolita krakowski objął urząd wielkiego kanclerza Uniwersytetu Papieskiego Jana Pawła II w Krakowie. W czerwcu 2024 poinformował, że w związku z osiągnięciem wkrótce wieku 75 lat złożył rezygnację ze sprawowanego urzędu. Zgodnie z decyzją papieża, abp Jędraszewski dalej pełni swoją posługę, aż do czasu wyznaczenia jego następcy.
W trakcie pełnienia funkcji biskupa pomocniczego poznańskiego był w ramach Konferencji Episkopatu Polski członkiem Rady Stałej, Komisji Wychowania Katolickiego, Sekcji Nauk Filozoficznych Komisji Nauki Wiary, członkiem Rady ds. Duszpasterstwa Młodzieży oraz delegatem ds. Duszpasterstwa Akademickiego. Ponadto w tym czasie pełnił funkcje delegata Rady Konferencji Episkopatów Europy ds. Duszpasterstwa Akademickiego, a także członka Rady Programowej Katolickiej Agencji Informacyjnej. W 2012 został ponownie wybrany do Rady Stałej Konferencji Episkopatu Polski, tym razem jako biskup diecezjalny. W 2014–2024 pełnił funkcję zastępcy przewodniczącego Konferencji Episkopatu Polski. W 2014 został członkiem Zespołu ds. Wizyty Ojca Świętego w Polsce w 2016 roku, w 2018 wszedł w skład Komisji Wspólnej Przedstawicieli Rządu RP i KEP (w 2020 został wybrany na współprzewodniczącego), a w 2019 został delegatem ds. Rycerzy Jana Pawła II. 30 listopada 2013 papież Franciszek mianował go członkiem Kongregacji ds. Edukacji Katolickiej.
Konsekrował biskupa pomocniczego łódzkiego Marka Marczaka (2015) oraz biskupów pomocniczych krakowskich Janusza Mastalskiego (2019) i Roberta Chrząszcza (2021). Był współkonsekratorem podczas sakr biskupa pomocniczego łowickiego Wojciecha Osiala (2016), biskupa pomocniczego kieleckiego Andrzeja Kalety (2017), biskupa diecezjalnego Port Pirie Karola Kulczyckiego (2020) i nuncjusza apostolskiego na Madagaskarze Tomasza Grysy (2022).
Wielokrotnie używał stwierdzeń nazywanych przez niektóre osoby homofobicznymi, wskazywał na niemoralność zapładniania in vitro, sprzeciwiał się „czarnemu protestowi” oraz innym protestom organizowanym po orzeczeniu Trybunału Konstytucyjnego z dnia 22 października 2020 w sprawie przepisów prawa dotyczących aborcji. W 2019 w homilii na mszy z okazji 75. rocznicy wybuchu powstania warszawskiego, parafrazując wiersz Józefa Szczepańskiego, użył sformułowania „tęczowa zaraza” na określenie tego, co nazwał „ideologią LGBT”. Słowa te spotkały się z krytyką, popartą również wyrokiem Sądu Apelacyjnego w Krakowie, ale także wyrazami poparcia.

## Odznaczenia i wyróżnienia
W 2023 prezydent RP Andrzej Duda nadał mu Krzyż Komandorski Orderu Odrodzenia Polski.
W 2018 został odznaczony Medalem 100-lecia Odzyskania Niepodległości.
Otrzymał statuetkę Złotego Hipolita i tytuł Wybitnej Osobistości Pracy Organicznej przyznany przez poznańskie Towarzystwo im. Hipolita Cegielskiego (2015), tytuł Małopolanina Roku 2017 od Stowarzyszenia Gmin i Powiatów Małopolski, tytuł Człowieka Roku Klubów „Gazety Polskiej” za rok 2019, Nagrodę im. Stefana Kardynała Wyszyńskiego Prymasa Tysiąclecia przyznaną przez Zarząd Stowarzyszenie Absolwentów i Przyjaciół Wydziału Prawa Katolickiego Uniwersytetu Lubelskiego (2020), Nagrodę im. Sługi Bożego Jerzego Ciesielskiego (2020) i nagrodę Feniks Złoty Stowarzyszenia Wydawców Katolickich (2020). W 2024 uhonorowany został Platynowym Medalem Polonia Minor.

## Publikacje
- 1986: Jan Paweł II w Poznaniu, Poznań, ISBN 83-7014-032-7.
- 1986: Filozofia i modlitwa, Poznań, ISBN 83-85008-28-4.
- 1990: Wobec innego: relacje międzypodmiotowe w filozofii Emmanuela Lévinasa, Poznań, ISBN 83-7015-159-0.
- 1991: Antropologia filozoficzna: prolegomena i wybór tekstów, Poznań, ISBN 83-7015-199-X.
- 1992: Obrazki z Pniew, Poznań, ISBN 83-7014-192-7.
- 1993: Odzyskać samych siebie, Poznań, ISBN 83-7014-209-5.
- 1994: Znak niezawodnej nadziei, Poznań, ISBN 83-7014-217-6.
- 1996: Pejzaże rzymskie, Poznań, ISBN 83-7014-253-2.
- 1996: Jeszcze pięć lat: rozważania u schyłku drugiego tysiąclecia, Poznań, ISBN 83-7014-260-5.
- 1997: Modlitewnik filozofów, Poznań, ISBN 83-7014-288-5.
- 1999: Homo: capax Alterius, capax Dei: Emmanuela Levinasa myślenie o człowieku i Bogu, Poznań, ISBN 83-86360-31-3.
- 2001: Filozofia i modlitwa, Poznań, ISBN 83-7033-389-3.
- 2003: Edyta Stein: filozof i łaska wiary, Poznań, ISBN 83-7015-680-0.
- 2004: Wybrać większą wolność: Karol Wojtyła o człowieku, Poznań, ISBN 978-83-7015-729-6.
- 2005: X ważnych rozmów: Marek Jędraszewski odpowiada na pytania Marianny Wielgosz, Poznań, ISBN 83-7015-858-7.
- 2006: Pasja według Czerwca '56 : droga krzyżowa upamiętniająca 50. rocznicę Powstania Poznańskiego 1956 : Poznań, Wielki Wtorek, 11 kwietnia 2006, Poznań, ISBN 83-7015-930-3.
- 2006: Tu na tym miejscu...: rzecz na 50. rocznicę Powstania Poznańskiego '56, Poznań, ISBN 83-7015-900-1.
- 2006: Dekalog: rozważania wygłoszone w ramach cyklu Verba Sacra z okazji obchodów 1050. rocznicy Chrztu Polski, Poznań, ISBN 978-83-8065-006-0.
- 2007: Poznać Boga i człowieka: Augustyn, Marcel, Stein, Levinas, Poznań, ISBN 978-83-7516-043-7.
- 2007: Wybrać większą wolność: godność człowieka – niezbywalnym prawem i fundamentem ładu społecznego, Poznań, ISBN 978-83-89250-26-1.
- 2008: Tu zaczęły się dzieje...: Jan Paweł II, Poznań, 20 czerwca 1983, Poznań, ISBN 978-83-87487-34-8.
- 2009: Teczki na Baraniaka. T. 1, Świadek, Poznań, ISBN 978-83-60598-46-7.
- 2009: Teczki na Baraniaka. T. 2, Kalendarium działań SB, Poznań, ISBN 978-83-60598-47-4.
- 2010: Człowiek drogą (do) Boga, Poznań, ISBN 978-83-61884-77-4.
- 2011: Bóg filozofów i Bóg Jezusa Chrystusa, Poznań, ISBN 978-83-61884-15-6.
- 2011: Kościół w Poznaniu: czasy biskupa Jordana i kardynała Augusta Hlonda, Poznań, ISBN 978-83-61884-67-5.
- 2012: Sacratissimo Cordi Polonia Restituta – Najświętszemu Sercu Polska odrodzona: osiemdziesiąta rocznica odsłonięcia i poświęcenia Najświętszego Serca Pana Jezusa, Poznań, ISBN 978-83-62298-35-8.
- 2013: Dziennikarz – między prawdą a kłamstwem: VII Ogólnopolska Konferencja Pamięć i tożsamość Polaków – dziś, Łódź, 19 października 2013, Łódź, ISBN 978-83-62934-29-4.
- 2015: Polsko, uwierz w swoją wielkość, Kraków, ISBN 978-83-7553-182-4.
- 2015: Dialogi w katedrze 2013, Łódź, ISBN 978-83-62934-53-9.
- 2016: Pielgrzymka odwagi i nadziei, Kraków, ISBN 978-83-7553-214-2.
- 2016: Obrazki z Pniew – i nie tylko, Poznań, ISBN 978-83-7014-791-4.
- 2016: Dialogi w katedrze 2014, Łódź, ISBN 978-83-62934-76-8.
- 2017: Kto szuka prawdy szuka Boga, Kraków, ISBN 978-83-8043-230-7.
- 2019: Droga krzyżowa narodu polskiego, Kraków, ISBN 978-83-8043-424-0.
- 2020: Św. Jan Paweł II Wielki: na drodze Chrystusa, Kraków, ISBN 978-83-7553-292-0.
- 2020: Ucząc się nowej nadziei: człowiek – rodzina – naród: recepcja myśli św. Jana Pawła II Wielkiego, Wadowice, ISBN 978-83-947917-5-9